# 阿拉姜色
《阿拉姜色》（英語：Ala Changso），是史上首部以嘉绒语（四土话）為主的電影，2018年10月26日于中国上映。主演為容中尔甲（嘉絨人）、尼玛颂宋（嘉絨人）、赛却加，導演為松太加（安多藏族）。
故事講述一個四川嘉絨人家庭往西藏朝聖路途上的温情故事，主要在四川嘉絨地區取景。電影亦雜以汉语西南官話、藏语安多方言、藏语康方言。

## 演员列表
| 演员姓名 | 角色名称 | 介绍 |
| 容中尔甲 | 罗尔基   |      |
| 尼玛颂宋 | 俄玛     |      |
| 赛却加   | 诺尔吾   |      |
| 廖希     |          |      |
| 金巴     |          |      |

## 电影歌曲
| 曲序 | 曲目               | 演唱     |
| ---- | ------------------ | -------- |
| 1.   | 阿拉姜色（推广曲） | 容中尔甲 |
| 2.   | 思念（片尾曲）     | 旺姆     |